# 埃博洛瓦
埃博洛瓦是非洲中西部國家喀麥隆的城鎮，也是南部省的首府，海拔高度636米，是一個殖民地城市和重要的農業中心，主要出產可可，2008年人口116,851。
2007年5月6日，肯尼亞航空公司編號KQ507號飛機原定從科特迪瓦阿比讓飛往肯尼亞內羅畢，在中途站喀麥隆杜阿拉起飛後發出求救訊號，其後搜索人員在埃博洛瓦發現飛機殘骸。